# Разін Альберт Олексійович
Альберт Олексійович Разін (удм. Альберт Алексеевич Разин; нар. 12 червня 1940, с. Кузюмово — пом. 10 вересня 2019, Іжевськ, Удмуртія, РФ) — удмуртський науковець та громадський діяч. Заслужений діяч науки Удмуртської Республіки. Кандидат філософських наук, доцент. Член Союзу вчених Удмуртії.
10 вересня 2019 року вчинив акт самоспалення перед будівлею парламенту Удмуртської Республіки, протестуючи проти мовної політики Російської Федерації.

## Життєпис
Народився в удмуртській репресованій родині села Кузюмово. Мав брата Рево і сестру Люцію Разінів. Мати Разіна Ірина Іванівна померла у 1989 р. У 1962 р. закінчив Удмуртський державний педагогічний інститут за фахом "вчитель хімії та біології". Паралельно з навчанням в інституті працював диктором на радіо. Після одержання вищої освіти був скерований до сільської школи працювати вчителем. Призваний на службу до Радянської армії. Після демобілізації викладав у ВУЗах Іжкару. У 1975 р. вступив до аспірантури в Москві. Захистив дисертацію на тему образу сільського трудівника. Після захисту дисертації повернувся до Іжкару. Влаштувався на роботу до Удмуртського державного університету (УДГУ), де став одним з творців лабораторії національних відносин.  
Альберт Разін стояв біля витоків майже всіх національних удмуртських організацій, які були створені в республіці після розвалу СРСР, коли національний рух був на підйомі. У 1992 році брав участь у створенні Інституту людини УДГУ, був його директором до практично повного скорочення штату співробітників. З того часу він став активістом удмуртського руху «Удмурт Кенеш». Разін боровся за те, щоб діти вивчали удмуртську мову й не забували її. Раніше він підготував звернення до депутатів Держради під назвою «Удмуртський етнос зникає».

## Світогляд та переконання
Суверенітет Удмуртії. Вважав, що Російська Федерація вражена вірусом великодержавного шовінізму. Висловлював пропозиції розділити бюджет Удмуртської Республіки на три частини і лише 1/3 відправляти до Москви.
Релігія. Дотримувався удмуртської традиційної віри. Пропагував її серед удмуртів та сам був жерцем цієї віри. Стверджував, що причиною невір'я удмуртів є розмивання удмуртської культури. Вважав, що саме спільна віра має згуртувати удмуртську націю. Щоранку Разін звертався до удмуртських богів в молитвах, але особистої практики йому було недостатньо. Вчений-активіст хотів відроджувати удмуртську культуру по всій республіці і почав зі свого рідного села. У 1992 році він вирішив влаштувати в селі Кузюмово Гербер — національне свято закінчення весняно-польових робіт. Тоді глава Кузюмово, партійний функціонер, виступив проти проведення свята в селі, і Разін організував його в сусідньому Кузебаєво, — з реальними жерцями, в священних місцях. Уже в перший рік Гербер відвідало близько 20 тисяч осіб. За кілька років Разін вивів свято на національний рівень, зараз його відзначають по всій Удмуртії.
Державна національна політика в РФ. Альберт Разін вважав, що чинна національна політика Кремля є продовженням сталінської політики русифікації, що на всіх рівнях відбувається формування комплексу «удмуртської меншовартості» – удмуртська мова і культура тотально асоціюються суто з сільським і малограмотним населенням. Вчений стверджував, що корінне населення Удмуртії не має доступу ні до виборних органів влади, ні до органів місцевого самоврядування і є повністю дискримінованим, у тому числі на рівні повсякденних практик.
Удмуртська мова. Прагнув у всіх дитсадках і школах здійснювати навчально-виховний процес удмуртською мовою, забезпечити школи удмуртськими кадрами, вжити заходів для ліцензування підручників удмуртської мови, зобов'язати учнів всіх національностей вивчати удмуртську, вивішувати в містах рекламу і вивіски удмуртською, створити етнопарк удмуртської культури. Добитися не вдалося нічого: Разін роками одержував відписки від чиновників.

## Акт самоспалення
10 вересня 2019 року, в Іжевську (Удмуртія, Росія) Альберт Разін облився бензином і влаштував акт самоспалення перед будівлею місцевої Державної ради. Разін тримав у руках плакат з цитатою дагестанського поета Расула Гамзатова: «І якщо завтра моя мова зникне, то я готовий сьогодні померти». Альберт Разін отримав опіки 100 % тіла, був госпіталізований у важкому стані і за кілька годин помер у лікарні.

## Похорон
Церемонія прощання з Альбертом Разіним пройшла 12 вересня 2019 року в Державному національному театрі Удмуртської Республіки. 14 вересня 2019 року прах Альберта Разіна, згідно з його заповітом, розвіяли у його рідному селі Кузюмово. Мешканці Кузюмово були шоковані рішенням Альберта Разіна: в своєму заповіті він написав, що хотів би розвіяти прах над своїм рідним селом. По-перше, в Кузюмово ніколи нікого так не ховали. По-друге, в селі Разіна знали і багато любили і не змогли прийняли факт смерті вченого і активіста. 
Прощання з Разіним відбувалось в колі активісті удмуртського національного руху. З промовою виступив староста села, вбраний в національний стрій. Також з прощальним словом виступили рідні, близькі вченого, громадські активісти, односельці. Всі промовці говорили удмуртською мовою. Після громадської панахиди траурна процесія вирушила на гору Четкер, улюблену гору вченого, де жерці удмуртської традиційної релігії піднесли молитви до своїх богів та розвіяли прах Альберта Разіна. 